# Dominique-Marie David
Dominique-Marie David (Beaupréau, 21 settembre 1963) è un arcivescovo cattolico francese, dal 21 gennaio 2020 arcivescovo di Monaco.

## Biografia
Dominique-Marie David è nato a Beaupréau, nella diocesi di Angers, il 21 settembre 1963.

### Formazione e ministero sacerdotale
Dopo il liceo ha frequentato l'Università Cattolica dell'Ovest ad Angers e ha conseguito la laurea in filologia inglese. In seguito ha lavorato come professore di inglese.
È stato poi ammesso nella Comunità dell'Emmanuele ed è stato inviato a studiare nel seminario interdiocesano "San Paolo" a Louvain-la-Neuve, in Belgio. Ha ottenuto il baccalaureato in teologia presso l'Université catholique de Louvain.
Il 23 giugno 1990 è stato ordinato diacono per la diocesi di Nantes nella cattedrale diocesana da monsignor Émile Marcus, che il 29 giugno 1991 lo ha ordinato anche presbitero nello stesso luogo.
In seguito è stato vicario parrocchiale di Sautron dal 1991 al 1995; responsabile del servizio liturgico della Comunità dell'Emmanuele dal 1995 al 2001; responsabile della "Maison Saint-Martin" a Parigi per la formazione dei seminaristi della Comunità dell'Emmanuele dal 1997 al 2001; amministratore parrocchiale della parrocchia di San Similien a Nantes dal 2002 al 2002; parroco della parrocchia di Santa Maddalena a Nantes dal 2002 al 2009; responsabile dei ministri ordinati e dei seminaristi della Comunità dell'Emmanuele dal 2009 al 2016; rettore della chiesa della Trinità dei Monti a Roma dal 2016 al 2019 e membro dell'équipe dei formatori del seminario interdiocesano "San Giovanni" di Nantes dal 2019 al 2020.

### Ministero episcopale
Il 21 gennaio 2020 papa Francesco lo ha nominato arcivescovo di Monaco; è succeduto a Bernard Barsi, dimessosi per raggiunti limiti di età. Ha ricevuto l'ordinazione episcopale l'8 marzo successivo nella cattedrale dell'Immacolata Concezione a Monaco dall'arcivescovo emerito di Monaco Bernard Barsi, co-consacranti l'arcivescovo metropolita di Bordeaux Jean-Paul James e il vescovo di Le Mans Yves Le Saux. Durante la stessa celebrazione ha preso possesso dell'arcidiocesi.

## Genealogia episcopale
La genealogia episcopale è:
- Cardinale Scipione Rebiba
- Cardinale Giulio Antonio Santori
- Cardinale Girolamo Bernerio, O.P.
- Arcivescovo Galeazzo Sanvitale
- Cardinale Ludovico Ludovisi
- Cardinale Luigi Caetani
- Cardinale Ulderico Carpegna
- Cardinale Paluzzo Paluzzi Altieri degli Albertoni
- Papa Benedetto XIII
- Papa Benedetto XIV
- Papa Clemente XIII
- Cardinale Marcantonio Colonna
- Cardinale Giacinto Sigismondo Gerdil, B.
- Cardinale Giulio Maria della Somaglia
- Cardinale Carlo Odescalchi, S.I.
- Vescovo Eugène de Mazenod, O.M.I.
- Cardinale Joseph Hippolyte Guibert, O.M.I.
- Cardinale François-Marie-Benjamin Richard
- Vescovo Marie-Prosper-Adolphe de Bonfils
- Cardinale Louis-Ernest Dubois
- Arcivescovo Jean-Arthur Chollet
- Arcivescovo Hector-Raphaël Quilliet
- Vescovo Charles-Albert-Joseph Lecomte
- Cardinale Achille Liénart
- Vescovo Adrien-Edmond-Maurice Gand
- Cardinale Albert Decourtray
- Vescovo Jean Marie Louis Bonfils, S.M.A.
- Arcivescovo Bernard Barsi
- Arcivescovo Dominique-Marie David, Comm. l'Emm.